# Wyżyna Irańska
Wyżyna Irańska (pers. فلات ایران, Falāt-e Īrān; urdu سطح مرتفع ایران, Sat̤aḥ-e Murtafaʿ-e Īrān; ang. Iranian Plateau, Plateau of Iran) – rozległy region wyżynno-górski w Azji Zachodniej. Stanowi przeważającą część terytorium Iranu i Afganistanu oraz zachodnią część Pakistanu.

## Położenie
Powierzchnia około 2,7 mln km², średnia wysokość 1300 m n.p.m. Obrzeża Wyżyny Irańskiej stanowią łańcuchy górskie północnej i południowej gałęzi łańcucha alpejsko-himalajskiego: Elburs, Góry Turkmeńsko-Chorasańskie, Safed Koh i Hindukusz na północy oraz Zagros, Makran, Kirthar, Harboi i Góry Sulejmańskie na południu. Dwa te łańcuchy te zbiegają się w północno-zachodnim i w północno-wschodnim krańcu Wyżyny Irańskiej: w Wyżynie Armeńskiej i w Pamirze. Wnętrze Wyżyny Irańskiej zajmuje suchy płaskowyż, podzielony przez pasma górskie (Kuh-e Rud, Góry Wschodnioirańskie, Czagaj Ghar) na obszerne kotliny zajęte przez pustynie (Wielka Pustynia Słona, Lut, Registan). Obszar jest aktywny sejsmicznie. Występują wygasłe wulkany.

## Warunki naturalne
Klimat Wyżyny Irańskiej jest podzwrotnikowy, kontynentalny, suchy, a w kotlinach – skrajnie suchy. Roczny opad wynosi 50–300 mm. Najniższa suma opadów, 50 mm, w kotlinach; w górach na wschodzie 100–300 mm, na zachodzie – 500 mm. Tylko na północnych stokach gór Elburs średnia roczna suma opadów do 1000–2000 mm. Zimy są chłodne, lata – gorące. W styczniu średnia temperatura waha się od -4 °C na północy do 10 °C na południu, zaś w lipcu odpowiednio 25-29 °C.
Rzeki (największa Helmand) są nieliczne i przeważnie okresowe, spływają do bezodpływowych słonych jezior przekształcających się latem w solniska. Występują bezodpływowe, płytkie i słone jeziora, największym z nich jest  Hamun-e Helmand.
Naturalną szatę roślinną tworzą formacje o charakterze stepowym i półpustynnym. Na zewnętrznych stokach gór krawędziowych występują głównie lasy dębowe. Do bogactw mineralnych wyżyny należy ropa naftowa, węgiel kamienny, sól kamienna, sól glauberska i sól potasowa.
Osadnictwo skupiło się w północnych częściach wyżyny i w licznych oazach.